# Ryan Aeronautical
La Ryan Aeronautical Company (o Ryan Aeronautical) venne fondata da Tubal Claude Ryan a San Diego (California) nel 1934. Nel 1969 divenne parte della Teledyne Technologies Incorporated (un conglomerato industriale) per poi essere acquisita nel 1999 dalla Northrop Grumman.

## Aerei
| Nome modello       | Anno primo volo | Esemplari prodotti | Tipologia                              |
| ------------------ | --------------- | ------------------ | -------------------------------------- |
| Ryan ST/PT-22/NR-1 | 1934            | 1568               | Aereo da addestramento                 |
| Ryan SC            | 1937            | 13                 | Aereo monoplano cabinato               |
| YO-51 Dragonfly    | 1940            | 3                  | Ricognitore STOL                       |
| FR Fireball        | 1944            | 66                 | Caccia con motore misto jet/pistoni    |
| XF2R Dark Shark    | 1946            | 1                  | Caccia sperimentale turboelica         |
| Ryan Navion        | 1948            | 1200               | Aereo monomotore leggero               |
| X-13 Vertijet      | 1955            | 2                  | Aereo sperimentale a decollo verticale |
| Ryan Firebee       | 1955            | xx                 | Drone bersaglio                        |
| VZ-3 Vertiplane    | 1959            | 1                  | Aereo sperimentale V/STOL              |
| Ryan XV-8          | 1961            | 1                  | Aereo a profilo alare flessibile       |
| XV-5 Vertifan      | 1964            | 2                  | VTOL                                   |